# Kino Svět (Hodonín)
Kino Svět je kino v Hodoníně. Bylo postaveno mezi lety 1913–1914 a uvedeno do provozu jako Kinematographen-theaters Labanz s kapacitou sálu 204 diváků. V roce 1940 bylo přestavěno a kapacita sálu byla rozšířena na 432 míst v přízemí sálu a 132 míst na balkóně (celkem 564 míst k sezení). Po roce 1945 bylo kino přejmenováno na kino Hvězda. V sedmdesátých letech 20. století bylo modernizováno jako kino panoramatického formátu a přejmenováno na kino Svět s kapacitou sálu 311 míst. V roce 2010 proběhla digitalizace kina na 3D promítání. Od října 2019 probíhají komplexní stavební úpravy budovy. Po celkové rekonstrukci bude mít kino kapacitu 197 míst v hlavním sále a 37 míst v malém sále.  